# バグラーム
バグラーム（بگرام Bagrām）は、コーカサスのアレクサンドリアとして建設され、古代においてカーピーサーと呼ばれた。歴史上ガンダーラの首都であった時代もある。アフガニスタンのパルヴァーン州にある町であり、バグラーム郡の郡庁所在地である。首都カーブルから20kmほど北にあたる。ゴルバンド峡谷とパンジュシール渓谷の交点に位置する遺跡である。
この歴史的都市の位置する地はシルクロードに沿った古代インドからの主要な街道にあたり、西に山を越えてバーミヤーンに至る。
日本語ではバグラム、ベグラーム、ベグラムとも表記される。

## 歴史
最初にこの遺跡がいつ建設されたかは明らかでない。紀元前6世紀中ごろ、アケメネス朝のキュロス2世は、サカに対する戦役の一環としてこの都市を破壊した。しかし、その後まもなく後継者のダレイオス1世によって再建された。
紀元前320年代にアレクサンドロス大王がこの都市を占領し、要塞化されたコーカサスのアレクサンドリアを建設した。この都市は「ヒッポダモスの設計」すなわち方格設計に従い、ギリシアの都市計画の特徴を備えていた。レンガの城壁を持ち、四隅には塔があった。中央の通りは商店や作業場に囲まれていた。
紀元前323年の大王の没後、町は将軍セレウコスが支配した。紀元前305年にはマウリヤ朝に譲渡された。紀元前185年にマウリヤ朝がシュンガ朝に滅ぼされた後、デメトリオス1世の率いるグレコ・バクトリア王国が北西インド（今のパキスタン）に侵入・征服した。月氏によって紀元前140年にバクトリアを追いだされたインド・グリーク朝はアレクサンドリアを首都とした。
1世紀にはアレクサンドリアはクシャーナ朝の首都になった。ここを拠点として南のペシャーワルを征服した。「バグラームの遺宝」と呼ばれる遺物は、古典期のあらゆる文化の中心の間に盛んな貿易が行われていたことを示す。クシャーナ朝は東西の陸上と海上貿易の交点にあたっていた。しかし、バグラームで発見された工芸品は、純粋にギリシア的・ローマ的・中国的・インド的なもので、グレコ・ブッディスト美術のようなシンクレティズムを示すものはわずかである。

## マウリヤ朝下のバグラーム

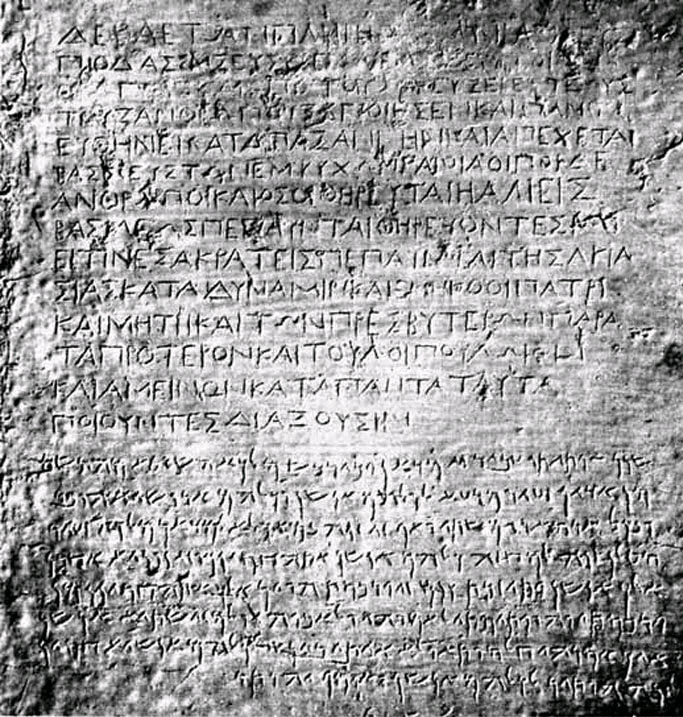
カンダハール出土のギリシア語とアラム語の二言語で書かれたアショーカ王碑文。アフガニスタン国立博物館蔵

ディアドコイ戦争の間、マウリヤ朝はインド亜大陸の北部に拡大しつつあった。王朝の始祖であるチャンドラグプタは紀元前305年にセレウコス1世の率いるマケドニアの侵入と短期間の対決を経て合意が結ばれ、セレウコスはガンダーラ、アラコシア（古代のカンダハール）およびバグラーム以南（今のアフガニスタンの東南端）をマウリヤ朝に譲った。マウリヤ朝がアフガニスタン南部を支配した120年間に仏教が伝来し、ゾロアスター教や土地の固有の信仰と並んでこの地の重要な宗教になった。古代の大幹道は現在のカーブルとパンジャーブやガンジス平原のさまざまな都市を結ぶように建設された。商業、芸術、および建築（とくに仏塔の建設）はこの時代に発達した。アショーカ王の時代に全盛期を迎えた。王の作った法勅や道路や駅はインド亜大陸全体にわたって発見されている。法勅の大部分はプラークリットで書かれているが、アフガニスタンには、マウリヤ朝の宮廷語であるプラークリットと並んでギリシア語とアラム語の碑文が2つあることで注目される。
マウリヤ朝のアショーカ王によるギリシア語で書かれた法勅第13条の断片に加えて、ギリシア語とアラム語の2言語による完全な碑文がカンダハールで発見された。この碑文のギリシア語は優美な古典ギリシア語で、洗練された哲学用語が用いられている。この碑文において、プラークリットの他の碑文で「ダルマ」と記されている語は、ギリシア語でエウセベイア（敬虔）と翻訳されている。
この地域の最後の統治者はおそらくスバガセーナ（ポリュビオスのいうソパガセーノス）であり、おそらくアシュヴァカに属していた。

## 最近の歴史

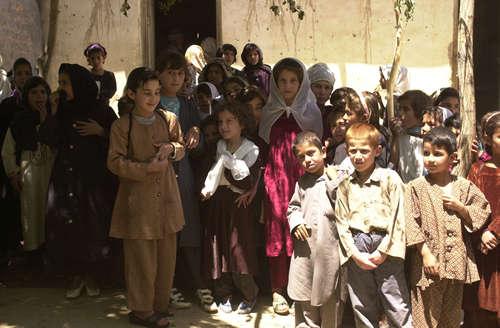
バグラームの学校の生徒

バグラームには戦略的なバグラム空軍基地が置かれており、アフガニスタンにおけるアメリカ合衆国空軍の活動の大部分はここを基地とする。滑走路は1976年に建設され、1979年から1989年まではソ連の空軍基地だった。アメリカの主導する地方復興チームも存在する。
バグラームにはパルヴァーン拘置所も位置している。この拘置施設はアフガニスタン最後のアメリカ管理下にある刑務所だったが、2013年3月25日にアフガニスタン政府に返還された。かつて、拘置所の囚人が拷問を受けているという主張によってニュースメディアに注目を浴びた（詳細は en:Bagram torture and prisoner abuse を参照）。施設の返還時に、アムネスティ・インターナショナルなどの人権団体は囚人の扱いに関して懸念を表明した。
2015年12月21日、バグラームで自爆テロがあり、6人が殺された。

## ギャラリー

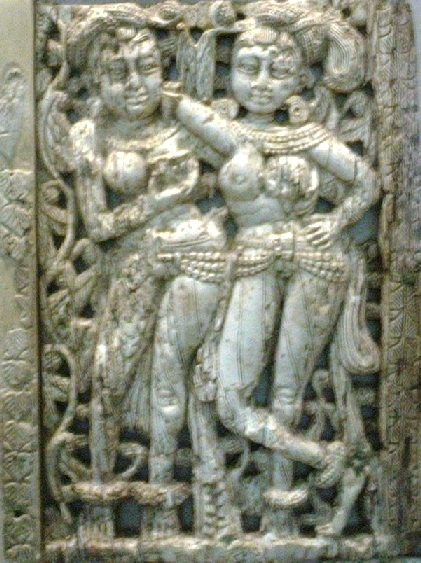
バグラーム出土、インドの象牙製品。2世紀
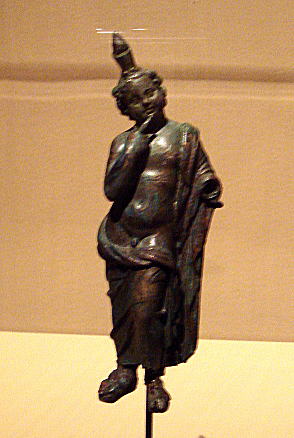
バグラーム出土、ハルポクラテスの像。2世紀
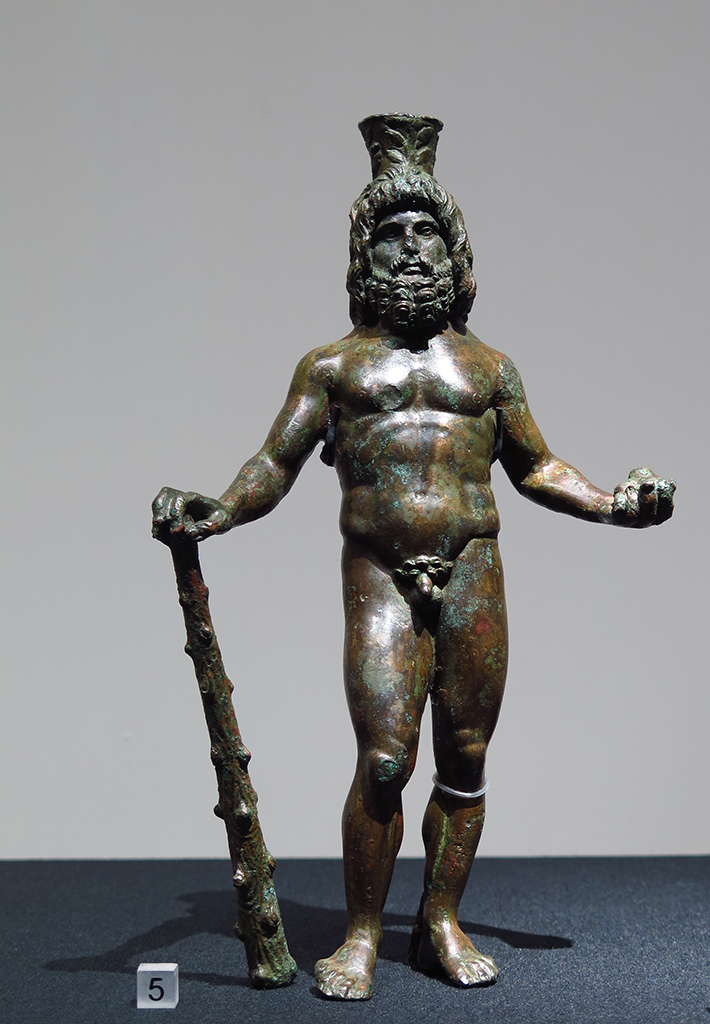
バグラーム出土、セラピスの小像
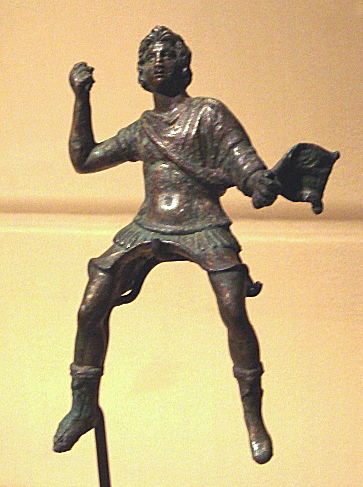
アレクサンドロス大王の小像
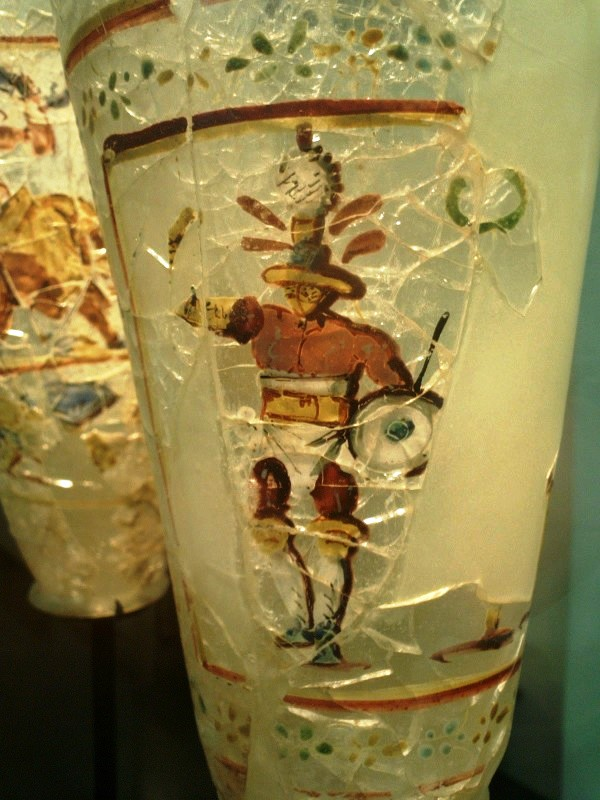
ガラスの器に刻まれたギリシア・ローマの剣闘士。2世紀
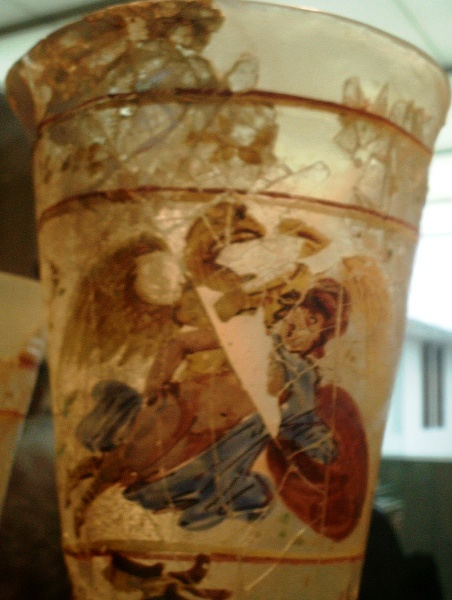
ゼウスによるガニュメーデースの誘拐を描いたバグラーム出土の壺
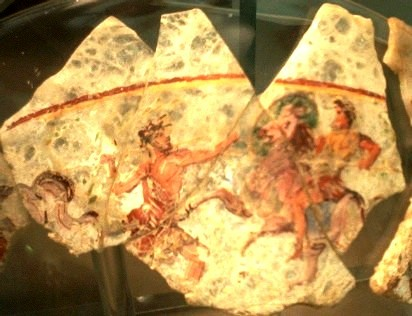
闘争を描いたバグラーム出土の壺の断片
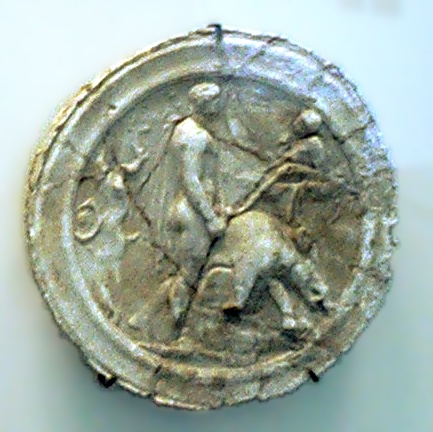
バグラームの漆喰の型
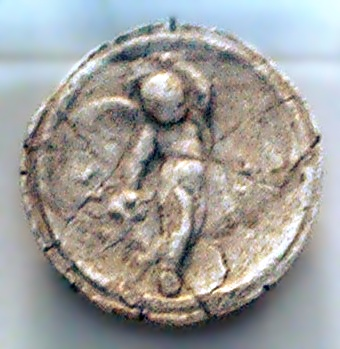
バグラームの漆喰の型。キューピッドを描く
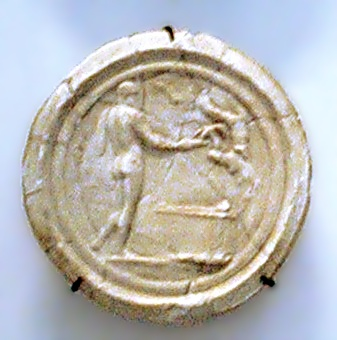
バグラームの漆喰の型
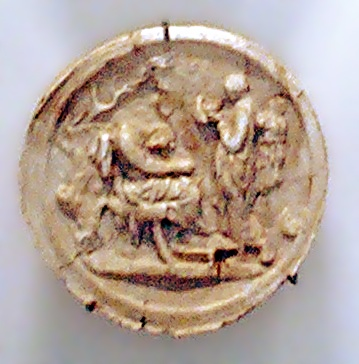
バグラームの漆喰の型
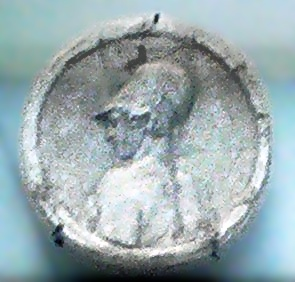
バグラームの漆喰の型。ギリシアの兵士を描く